# Makoto Tanaka
Makoto Tanaka (japonsko 田中 誠), japonski nogometaš, * 8. avgust 1975.
Za japonsko reprezentanco je odigral 32 uradnih tekem.